# Centaurea magistrorum
Centaurea magistrorum là một loài thực vật có hoa trong họ Cúc. Loài này được Arrigoni & Camarda mô tả khoa học đầu tiên năm 2003.